# Sunshine Records (Verenigde Staten)
Sunshine Records was een klein Amerikaans platenlabel uit het begin van de jaren twintig, waarop zes dubbelzijdige jazz-opnames van Kid Ory werden uitgebracht. Het label werd opgericht door twee eigenaren van een platenzaak in Los Angeles, de gebroeders John en Reb Spikes, die ook bladmuziek uitgaven. De twee waren met Nordskog Records overeengekomen in hun zaak platen van Afro-Amerikaanse muzikanten op een eigen label te verkopen. De op het label uitgekomen platen werden dus geproduceerd en uitgegeven door Nordskog: op sommige platen is het Sunshine-label op dat van Nordskog geplakt. De platen werden waarschijnlijk alleen in de zaak van de Spikes verkocht en zijn dan ook zeer zeldzaam. Het gaat om twee instrumentale platen, op de overige begeleid de band van Ory (onder meer met Mutt Carey) de zangeressen Ruth Lee en Roberta Dudley.
In 2010 werd Sunshine Records nieuw leven ingeblazen. Het kreeg de naam Sun Beach Records, waarop voornamelijk rockmuziek en rap uitkomt. De artiesten zijn onder meer Master MC Mike, David Ensonsto en Allen's Obsession.